# حجر تپه
حجر تپه در شهرستان خدابنده، بخش سجاسرود،روستای نهاویس واقع شده و این اثر در تاریخ ۷ مهر ۱۳۸۱ با شمارهٔ ثبت ۶۲۰۵ به‌عنوان یکی از آثار ملی ایران به ثبت رسیده است.